# Levçay
Levçay är ett vattendrag i Azerbajdzjan.   Det ligger i distriktet Kəlbəcər Rayonu, i den västra delen av landet, 300 km väster om huvudstaden Baku.
I omgivningarna runt Levçay växer i huvudsak blandskog. Runt Levçay är det ganska glesbefolkat, med 25 invånare per kvadratkilometer.